# Norges teknisk-naturvetenskapliga universitet
Norges teknisk-naturvetenskapliga universitet (bokmål: Norges teknisk-naturvitenskapelige universitet, nynorska: Noregs teknisk-naturvitskaplege universitet, vanligtvis kallat NTNU) är ett universitet beläget i Trondheim, Norge. NTNU är sedan 2016 det största av de tio universitet som finns i landet.
NTNU består av nio fakulteter med totalt 55 institutioner. Institutionerna har omkring 42 000 studenter och 7 400 anställda varav cirka 65 procent inom det vetenskapliga (undervisning, forskning och förmedling).
NTNU:s har läroplatser (campus) i tre städer: Trondheim, Gjøvik och Ålesund. Över 80 procent av studenterna är i Trondheim, till största delen vid campus-områdena på Gløshaugen (tidigare NTH), på Dragvoll (tidigare AVH) och på Kalvskinnet (tidigare Høgskolen i Sør-Trøndelag)

## Historia
NTNU grundades år 1996 då Norges tekniske høgskole, Den allmennvitenskapelige høgskole, Vitenskapsmuseet, Det medisinske fakultet, Kunstakademiet i Trondheim och Musikkonservatoriet i Trondheim slogs samman. Innan sammanslagningen hörde NTH, AVH, DMF och VM till Universitetet i Trondheim, en betydligt lösare organisation.
År 2016 blev Høgskolen i Sør-Trøndelag, Høgskolen i Ålesund och Høgskolen i Gjøvik del av NTNU.
Två studenter vid tidigare NTH har tilldelats Nobelpriset: Ivar Giæver i fysik 1973 och Lars Onsager i kemi 1968. Nobelpriset i fysiologi eller medicin 2014 tilldelades hjärnforskarna May-Britt Moser och Edvard Moser vid NTNU och John O’Keefe vid University College London.

## Gløshaugen
Gløshaugen är en del av NTNU och består av fakulteten arkitektur och bildkonst, ingenjörsvetenskap och teknologi, informationsteknik, matematik och elektronik samt naturvetenskap och teknologi. Gløshaugen ligger sydost om Trondheims centrum.
Den första byggnaden som uppfördes på Gløshaugenplatån var huvudbyggnaden för Norges tekniske høgskole som den hette år 1910.